# Де-Уитт (остров)
Де-Уитт (англ. De Witt Island) — остров у южного побережья острова Тасмания (Австралия), входит в состав штата Тасмания. Площадь острова — 5,16 км². Иногда употребляется другое название этого острова — Биг-Уитч (англ. Big Witch). Территория острова является частью национального парка Саут-Уэст.

## География

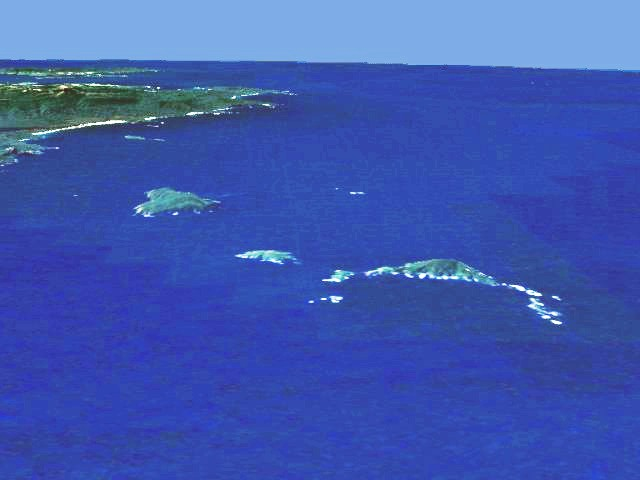
Вид на острова Матсайкер и мыс Саут-Ист (остров Де-Уитт находится в левой части снимка)

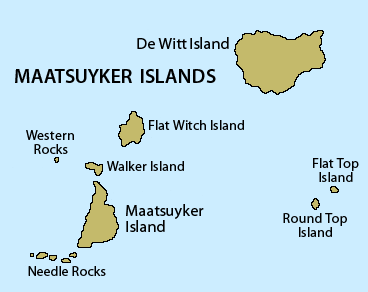
Карта островов Матсайкер

Остров Де-Уитт находится примерно в 6 км от южного побережья Тасмании и является самым крупным островом «группы островов Матсайкер» (Maatsuyker Island Group), к которой, помимо него, причисляют острова Матсайкер (Maatsuyker Island), Флат-Уитч (Flat Witch Island), Уокер (Walker Island) и другие.
Высшая точка острова Де-Уитт — 363 м.

## История
Тасманийские аборигены с давних времён посещали этот остров для охоты на морских котиков.
Остров был назван голландским мореплавателем Абелем Тасманом 25 ноября 1642 года, в честь Геррита Фредериксона де Витта (Gerrit Frederikszoon de Witt), одного из членов Совета Батавии, который спонсировал экспедиции Тасмана. Этот остров упомянут в записи в бортовом журнале от 1 декабря 1642 года.
В настоящее время остров посещают байдарочники, яхтсмены и исследователи. Там проводились съёмки некоторых фильмов.

## Фауна
На острове встречаются малые пингвины, тонкоклювые буревестники (и другие буревестники), снеговые китовые птички, австралийские чайки, австралийские кулики-сороки и другие птицы.
Из млекопитающих на острове водятся австралийские болотные крысы (Rattus lutreolus), трёхпалые крысиные потору (Potorous tridactylus) и тасманийские филандеры (Thylogale billardierii).